# Spilosoma reticulata
Spilosoma reticulata är en fjärilsart som beskrevs av Rothschild 1933. Spilosoma reticulata ingår i släktet Spilosoma och familjen björnspinnare. Inga underarter finns listade i Catalogue of Life.